# Casa das Rosas
La Casa das Rosas es un inmueble localizado en el número 37 de la Avenida Paulista, en la Ciudad de São Paulo.
El caserón fue proyectado por el estudio de Ramos de Azevedo poco antes de su muerte, habiéndose terminado su construcción en 1935. La casa sería la residencia de una de sus hijas y estuvo habitada hasta 1986, cuando fue expropiada por el gobierno del Estado de São Paulo. 
En 1991 fue inaugurado un espacio cultural bautizado Casa das Rosas. Recibió ese nombre porque poseía uno de los más grandes y bellos jardines de rosas de la ciudad. A partir de 2004, la Casa se convirtió en el Espacio Haroldo de Campos de Poesía y Literatura y pasó a ser administrada por el profesor y poeta Frederico Barbosa.
La Casa recibió la donación del acervo completo de libros y también algunos objetos personales del poeta Haroldo de Campos. Ese material está siendo clasificado y catalogado para su exhibición al público. El espacio ofrece también eventos culturales, diversos cursos y exposiciones periódicas relacionadas con la literatura. 
La Casa alberga además la primera biblioteca de Brasil especializada en poesía, y también una librería de la prensa oficial del Estado de São Paulo, que comercializa libros de editoras universitarias.